# Campionati svizzeri di sci alpino 2013
I Campionati svizzeri di sci alpino 2013 si sono svolti a Davos e Sankt Moritz dal 21 al 24 marzo. Il programma includeva gare di discesa libera, supergigante, slalom gigante, slalom speciale e supercombinata, tutte sia maschili sia femminili, ma le supercombinate sono state annullate.
Oltre agli sciatori svizzeri, hanno potuto concorrere al titolo anche gli sciatori di nazionalità liechtensteinese, mentre gli atleti delle altre federazioni, pur prendendo parte alle competizioni, potevano ottenere solo prestazioni valide ai fini del punteggio FIS.

## Risultati

### Uomini

#### Discesa libera
| Pos. | Atleta            | Nazione     | Tempo   |
| ---- | ----------------- | ----------- | ------- |
| 1    | Sandro Viletta    | Svizzera    | 1:31,20 |
| 2    | Didier Défago     | Svizzera    | 1:31,26 |
| 3    | Ralph Weber       | Svizzera    | 1:31,38 |
| 4    | Patrick Küng      | Svizzera    | 1:31,56 |
| 5    | Marvin van Heek   | Paesi Bassi | 1:31,66 |
| 6    | Nils Mani         | Svizzera    | 1:31,68 |
| 7    | Klaus Brandner    | Germania    | 1:31,76 |
| 8    | Silvan Zurbriggen | Svizzera    | 1:31,79 |
| 9    | Philipp Zepnik    | Germania    | 1:32,20 |
| 10   | Nico Caprez       | Svizzera    | 1:32,32 |

Data: 22 marzo

Località: Sankt Moritz

Ore: 

Pista: 

Partenza: 2 685 m s.l.m.

Arrivo: 2 040 m s.l.m.

Lunghezza: 2 828 m

Dislivello: 645 m

Tracciatore: Roland Platzer

#### Supergigante
| Pos. | Atleta          | Nazione  | Tempo   |
| ---- | --------------- | -------- | ------- |
| 1    | Sandro Viletta  | Svizzera | 1:23,17 |
| 2    | Nils Mani       | Svizzera | 1:23,28 |
| 3    | Klaus Brandner  | Germania | 1:23,59 |
| 4    | Didier Défago   | Svizzera | 1:23,66 |
| 5    | Gino Caviezel   | Svizzera | 1:23,76 |
| 6    | Thomas Tumler   | Svizzera | 1:23,82 |
| 7    | Fernando Schmed | Svizzera | 1:23,86 |
| 8    | Ralph Weber     | Svizzera | 1:24,19 |
| 9    | Sven Hermann    | Svizzera | 1:24,24 |
| 10   | Mauro Caviezel  | Svizzera | 1:24,25 |

Data: 21 marzo

Località: Sankt Moritz

Ore: 

Pista: 

Partenza: 2 590 m s.l.m.

Arrivo: 2 040 m s.l.m.

Lunghezza: 1 937 m

Dislivello: 550 m

Tracciatore: Franz Heinzer

#### Slalom gigante
| Pos. | Atleta               | Nazione  | Tempo   |
| ---- | -------------------- | -------- | ------- |
| 1    | Sandro Viletta       | Svizzera | 1:46,64 |
| 2    | Gino Caviezel        | Svizzera | 1:47,09 |
| 3    | Cédric Noger         | Svizzera | 1:47,20 |
| 4    | Fernando Schmed      | Svizzera | 1:47,23 |
| 5    | Bernhard Graf        | Austria  | 1:47,27 |
| 6    | Michael Matt         | Austria  | 1:47,35 |
| 7    | Christopher Neumayer | Austria  | 1:47,38 |
| 8    | Marc Berthod         | Svizzera | 1:47,38 |
| 8    | Reto Schmidiger      | Svizzera | 1:47,38 |
| 10   | Alex Zingerle        | Italia   | 1:47,49 |

Data: 24 marzo

Località: Davos

1ª manche:

Ore: 

Pista: 

Partenza: 2 420 m s.l.m.

Arrivo: 2 120 m s.l.m.

Dislivello: 300 m

Tracciatore: Reto Nydegger
2ª manche:

Ore: 

Pista: 

Partenza: 2 420 m s.l.m.

Arrivo: 2 120 m s.l.m.

Dislivello: 300 m

Tracciatore: Jörg Roten

#### Slalom speciale
| Pos. | Atleta             | Nazione  | Tempo   |
| ---- | ------------------ | -------- | ------- |
| 1    | Marc Digruber      | Austria  | 1:24,58 |
| 2    | Giordano Ronci     | Italia   | 1:25,30 |
| 3    | Reto Schmidiger    | Svizzera | 1:26,06 |
| 4    | Luca Aerni         | Svizzera | 1:26,29 |
| 5    | Stefano Baruffaldi | Italia   | 1:26,91 |
| 6    | Vincent Gaspoz     | Svizzera | 1:26,97 |
| 7    | Marco Tumler       | Svizzera | 1:27,07 |
| 8    | Joel Müller        | Svizzera | 1:27,17 |
| 9    | Sandro Jenal       | Svizzera | 1:27,20 |
| 10   | Ralph Weber        | Svizzera | 1:27,32 |

Data: 23 marzo

Località: Davos

1ª manche:

Ore: 

Pista: 

Partenza: 2 270 m s.l.m.

Arrivo: 2 220 m s.l.m.

Dislivello: 160 m

Tracciatore: Steve Locher
2ª manche:

Ore: 

Pista: 

Partenza: 2 270 m s.l.m.

Arrivo: 2 220 m s.l.m.

Dislivello: 160 m

Tracciatore: Michael Weyermann

#### Supercombinata
La gara, originariamente in programma il 21 marzo a Sankt Moritz, è stata annullata.

### Donne

#### Discesa libera
| Pos. | Atleta               | Nazione  | Tempo   |
| ---- | -------------------- | -------- | ------- |
| 1    | Andrea Dettling      | Svizzera | 1:33,68 |
| 2    | Joana Hählen         | Svizzera | 1:34,10 |
| 3    | Jasmine Flury        | Svizzera | 1:34,14 |
| 4    | Marianne Abderhalden | Svizzera | 1:34,36 |
| 5    | Corinne Suter        | Svizzera | 1:34,89 |
| 6    | Andrea Thürler       | Svizzera | 1:35,78 |
| 7    | Michaela Wenig       | Germania | 1:35,82 |
| 8    | Jasmina Suter        | Svizzera | 1:36,01 |
| 9    | Julie Dayer          | Svizzera | 1:36,59 |
| 10   | Jasmin Rothmund      | Svizzera | 1:36,67 |

Data: 22 marzo

Località: Sankt Moritz

Ore: 

Pista: 

Partenza: 2 685 m s.l.m.

Arrivo: 2 040 m s.l.m.

Lunghezza: 2 828 m

Dislivello: 645 m

Tracciatore: Daniele Petrini

#### Supergigante
| Pos. | Atleta            | Nazione  | Tempo   |
| ---- | ----------------- | -------- | ------- |
| 1    | Andrea Dettling   | Svizzera | 1:26,12 |
| 2    | Corinne Suter     | Svizzera | 1:26,24 |
| 3    | Priska Nufer      | Svizzera | 1:27,06 |
| 4    | Nadja Vogel       | Svizzera | 1:27,68 |
| 5    | Michaela Wenig    | Germania | 1:28,16 |
| 6    | Julie Dayer       | Svizzera | 1:28,37 |
| 7    | Andrea Thürler    | Svizzera | 1:28,68 |
| 8    | Raphaela Suter    | Svizzera | 1:28,75 |
| 9    | Alyssa Schumacher | Svizzera | 1:29,18 |
| 10   | Sinja Hobi        | Svizzera | 1:29,75 |

Data: 21 marzo

Località: Sankt Moritz

Ore: 

Pista: 

Partenza: 2 590 m s.l.m.

Arrivo: 2 040 m s.l.m.

Lunghezza: 1 937 m

Dislivello: 550 m

Tracciatore: Franz Heinzer

#### Slalom gigante
| Pos. | Atleta            | Nazione   | Tempo   |
| ---- | ----------------- | --------- | ------- |
| 1    | Noemi Rüsch       | Svizzera  | 1:48,25 |
| 2    | Lara Gut          | Svizzera  | 1:48,28 |
| 3    | Fabienne Suter    | Svizzera  | 1:48,40 |
| 4    | Dominique Gisin   | Svizzera  | 1:48,51 |
| 5    | Bernadette Schild | Austria   | 1:48,52 |
| 5    | Corinne Suter     | Svizzera  | 1:48,52 |
| 7    | Larissa Jenal     | Svizzera  | 1:48,70 |
| 8    | Wendy Holdener    | Svizzera  | 1:49,20 |
| 9    | Luana Flütsch     | Svizzera  | 1:49,22 |
| 10   | Šárka Záhrobská   | Rep. Ceca | 1:49,30 |

Data: 23 marzo

Località: Davos

1ª manche:

Ore: 

Pista: 

Partenza: 2 420 m s.l.m.

Arrivo: 2 120 m s.l.m.

Dislivello: 300 m

Tracciatore:
2ª manche:

Ore: 

Pista: 

Partenza: 2 420 m s.l.m.

Arrivo: 2 120 m s.l.m.

Dislivello: 300 m

Tracciatore:

#### Slalom speciale
| Pos. | Atleta          | Nazione       | Tempo   |
| ---- | --------------- | ------------- | ------- |
| 1    | Wendy Holdener  | Svizzera      | 1:20,50 |
| 2    | Jasmin Rothmund | Svizzera      | 1:21,84 |
| 3    | Margaux Givel   | Svizzera      | 1:22,24 |
| 4    | Marina Nigg     | Liechtenstein | 1:22,82 |
| 5    | Karen Persyn    | Belgio        | 1:22,87 |
| 6    | Priska Nufer    | Svizzera      | 1:23,29 |
| 7    | Rahel Kopp      | Svizzera      | 1:23,67 |
| 8    | Rebecca Graven  | Svizzera      | 1:23,86 |
| 9    | Milena Mathis   | Svizzera      | 1:23,97 |
| 10   | Chiara Gmür     | Svizzera      | 1:24,19 |

Data: 24 marzo

Località: Davos

1ª manche:

Ore: 

Pista: 

Partenza: 2 270 m s.l.m.

Arrivo: 2 220 m s.l.m.

Dislivello: 160 m

Tracciatore: Denis Wicki
2ª manche:

Ore: 

Pista: 

Partenza: 2 270 m s.l.m.

Arrivo: 2 220 m s.l.m.

Dislivello: 160 m

Tracciatore: Alois Prenn

#### Supercombinata
La gara, originariamente in programma il 20 marzo a Sankt Moritz, è stata annullata.